# Кюльванд, Айно Гансовна
Айно Гансовна Кюльванд (урождённая Кийгемяги; 17 декабря 1921, Ааспере — 19 марта 2005, Таллин) — советская и эстонская оперная певица (сопрано).

## Биография
В 1949 году окончила Таллинское музыкальное училище по классу пения Отта Раукаса и Александра Ардера. В 1955 году окончила класс вокала Таллинской государственной консерватории у Тийта Куузика.
В 1944—1954 годах пела в хоре Театра оперы и балета «Эстония», в 1954—1978 годах была солисткой этого театра.
С 1978 по 1996 год преподавала на факультете музыкальной педагогики Таллинской государственной консерватории (с 1993 года Эстонской академии музыки).

## Партии
- «Бал-маскарад» Джузеппе Верди — Амелия
- «Аида» Джузеппе Верди — Аида
- «Отелло» — Дездемона
- «Тоска» Джакомо Пуччини — Тоска

## Личная жизнь
Её мужем был музыковед Харри Кюльванд (1919—1973).

## Награды
- 1964 — Заслуженный артист Эстонской ССР
- 2003 — премия Георга Отса